# 斯諾希爾 (馬里蘭州)
斯諾希爾（英語：Snow Hill，或譯雪峰）是美国马里兰州烏斯特縣縣治。根據2010年人口普查，本城共有人口2,103人。
於2010年12月，一位斯諾希爾商人請願移除本城的註冊成立紀錄，並計劃讓縣政府收回城市控制權。其原因為縣稅收較少、縣政府能提供更好的服務，以及這樣做能振興城市經濟。此方案於2011年1月被放棄。

## 地理
斯諾希爾的座標為38°10′30″N 75°23′27″W / 38.17500°N 75.39083°W（38.175024, -75.390738）。本城位於梅森-狄克遜線以南，波托马克河以北，並位於藍嶺和阿勒格尼山脈之間。本城與賓夕法尼亞州、西弗吉尼亞州和弗吉尼亞州相當接近。
根據2000年人口普查，本城面積為3.12平方英里（8.08平方），其中3.01平方英里（7.80平方）為陸地，0.11平方英里（0.28平方）為水域。